# V/STOL

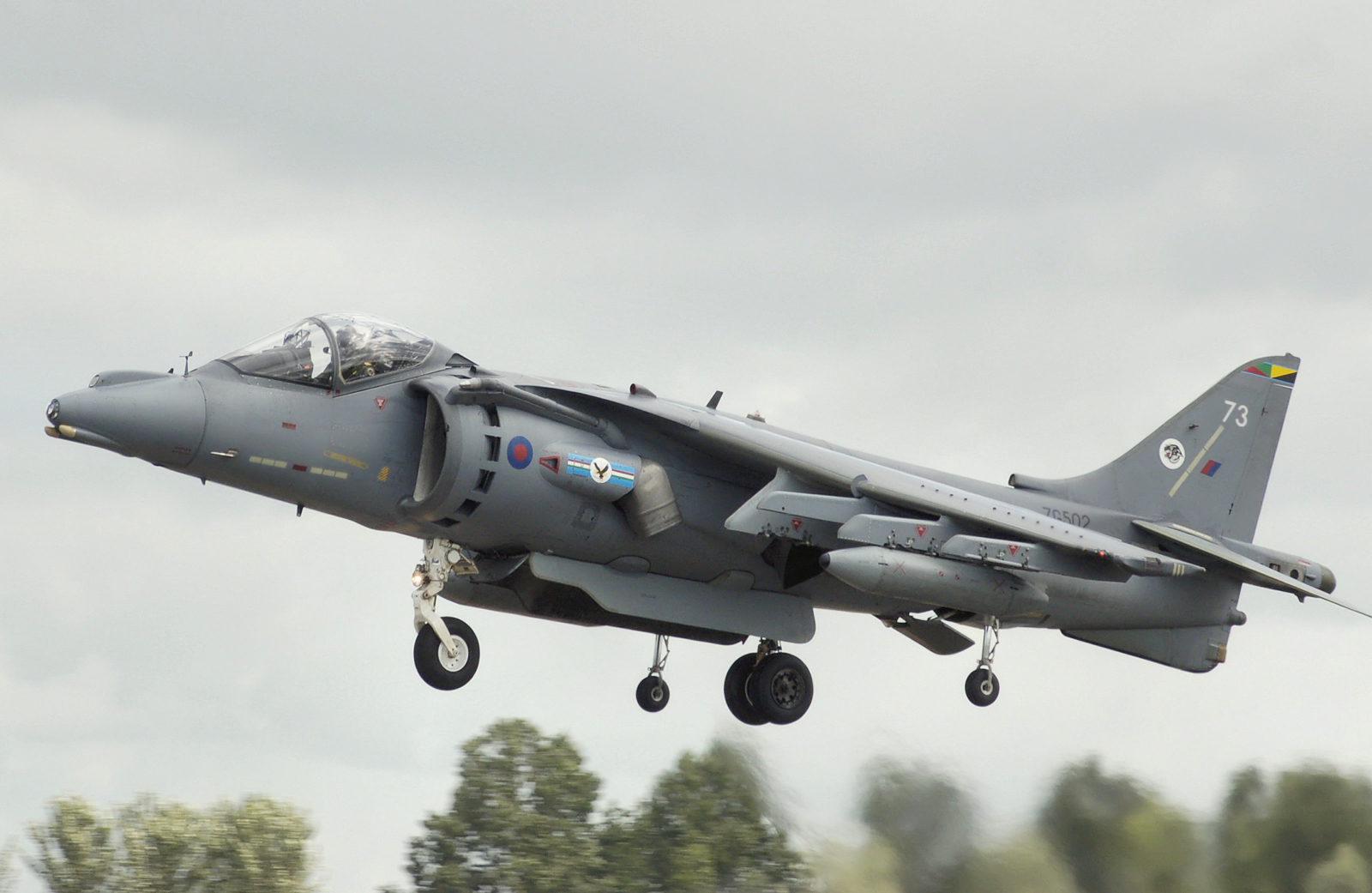
Um Harrier GR9 em pouso vertical, 2008.

V/STOL é um acrónimo para o inglês Vertical/Short Take-Off and Landing (decolagem e aterragem vertical ou em espaço reduzido). Um avião V/STOL pode decolar e aterrar verticalmente ou em pistas curtas. 
O Hawker-Siddeley Harrier é provavelmente o avião V/STOL mais conhecido.
O método V/STOL está actualmente a perder a popularidade em relação ao STOVL devido à menor necessidade de energia para uma decolagem de um avião totalmente carregado.
O avião de projeto V/STOL mais recente é o F-35B, com entrada em serviço prevista para 2016.